# Gomul
Le gomul (고물) désigne un certain nombre d'enduits, de nappages, de garnitures ou de trempettes en poudre dans la cuisine coréenne.

## Utilisations
Le gomul est utilisé pour améliorer l'apparence et le goût des tteok (gâteaux de riz), y compris l'injeolmi, le danja et le gyeongdan, ainsi que pour le remplissage entre les couches des siru-tteok (gâteaux de riz cuits à la vapeur),,. Il permet une cuisson uniforme des gâteaux de riz cuits à la vapeur, car il s'agit de la couche la moins dense (par rapport à la couche de farine de riz qui a tendance à devenir plus collante en cuisant), à travers laquelle la vapeur passe plus facilement.
Le gomul est également utilisé pour napper le bingsu (glace pilée). Parfois, le gomul de soja est servi avec du samgyeopsal (poitrine de porc) grillé, la viande étant trempée dans la poudre de soja au moment de la consommation.